# Фьер (река)
Фьер (фр. Fier) — река, протекающая в департаментах Верхняя Савойя и Савойя в регионе Овернь — Рона — Альпы на юго-востоке Франции. Длина — 71,9 км. Площадь водосборного бассейна — 1380 км². Средний расход воды — 41,2 м³/с.
Её исток находится в коммуне Маниго, в горном массиве Арави (Предальпы). Высота истока — 1964 м над уровнем моря. Река течёт преимущественно в западном направлении и является левым притоком Роны, в которую впадает в районе коммуны Сейсель. Высота устья — 256 м над уровнем моря.